# Yoo Sung-Yeon
Yoo Sung-Yeon (en coreano: 유성연; 19 de abril de 1976) es un deportista surcoreano que compitió en judo. Ganó una medalla de bronce en el Campeonato Mundial de Judo de 1999, y una medalla de oro en los Juegos Asiáticos de 1998.

## Palmarés internacional
| Campeonato Mundial | Campeonato Mundial       | Campeonato Mundial | Campeonato Mundial |
| Año                | Lugar                    | Medalla            | Categoría          |
| ------------------ | ------------------------ | ------------------ | ------------------ |
| 1999               | Birmingham (Reino Unido) | Medalla de bronce  | –90 kg             |
| Juegos Asiáticos   |                          |                    |                    |
| Año                | Lugar                    | Medalla            | Categoría          |
| 1998               | Bangkok (Tailandia)      | Medalla de oro     | –90 kg             |